# 喬正院
喬正院（きょうせいいん）は、愛知県知多郡美浜町にある高野山真言宗の寺。
本尊は延命地蔵菩薩で、脇侍に弘法大師と不動明王を祀る、知多半島唯一の高野山真言宗の末寺である。
本堂内には600体を超える仏像が祀られており、中でも二尊の大黒天は秘仏となっている。

## 由緒
知多高野山喬正院は、1994年（平成6年）に当地の大願主であった森田美喬翁の寄進により高野山真言宗の末寺として建立された。
本尊の延命地蔵菩薩は、1625年（寛永2年）、飛騨の名僧であった法橋了真が、易産と福育を願い一刀三礼で彫ったと伝えられる。
美喬翁は自身の念持仏としていたその地蔵菩薩の夢告により、山陰の地、温泉津に砂山鉱山を掘り当て、事業の大願を成就されたという。

## 二尊の秘仏大黒天
本堂内に祀られている600体の仏像の大半は大黒天であり、中でも二尊の大黒天が秘仏となっている。
一尊は武装姿の三面大黒天で、通称、神将三面大黒天（じんしょうさんめんだいこくてん）という。
一般的な俵に乗ったふくよかな姿とは違い、戦闘の武装姿であることが特徴的である。右面に毘沙門天と左面に弁財天の顔を併せもった三面六臂（さんめんろっぴ）の大黒天である。財運招福、開運厄除、病気平癒、良縁成就など、ありとあらゆる全ての願いを成就させると伝えられており、中でも、必勝成就といった勝負ごとの霊験は特に強いとされ、多くのプロスポーツ選手などが祈祷に訪れている。
もう一尊は憤怒姿の大黒天である。

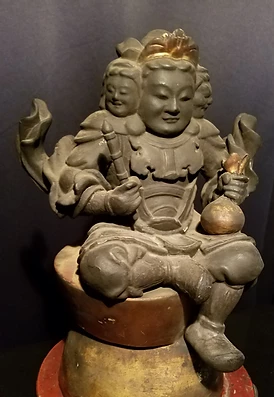
喬正院『神将三面大黒天』

神将三面大黒天と憤怒大黒天の二尊の秘仏は、毎年12月7日にご開帳される。

## 授与品

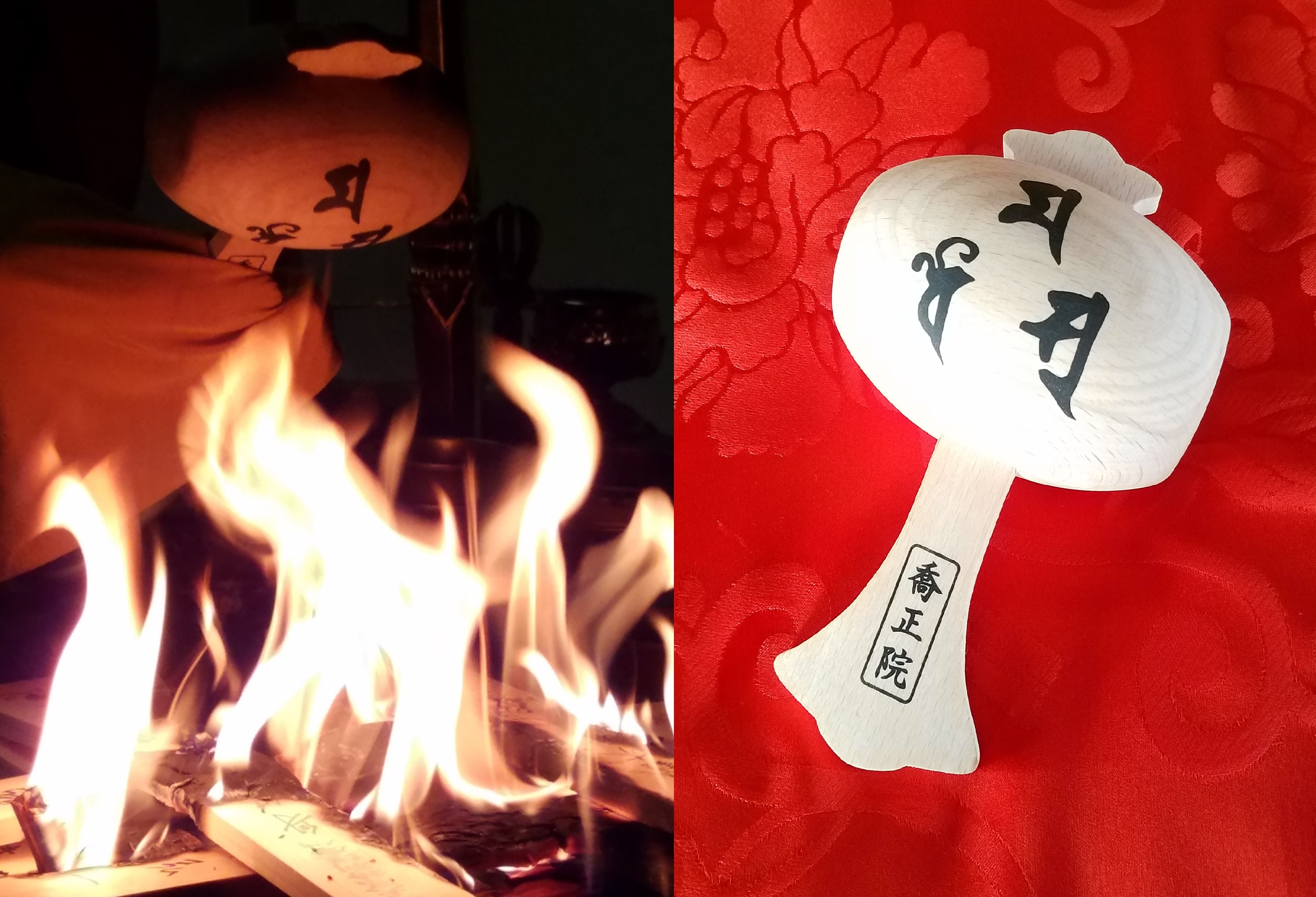
喬正院『吉祥宝槌』大黒天の持ち物である打ち出の小槌に三面大黒天の梵字が刻印され、護摩の炎で加持をされたのちに授与される。

寺宝の三面大黒天の持ち物である「打ち出の小槌」をかたどった「吉祥宝槌」が人気。槌と柄の部分に、それぞれ氏名と願い事が揮毫され、毎月7日の三面大黒天招福護摩の際に、護摩の炎で加持祈祷された上で授与される。

## 境内
山門（薬王門式）をくぐると、左右に阿弥陀如来、地蔵菩薩（しあわせ地蔵）の石像が建ち、参拝客を迎えている。奥には名勝庭園が広がり、庫裡、茶室、信徒会館などがある。

## 月例行事
毎月 7日： 三面大黒天招福護摩祈祷（さんめんだいこくてんしょうふくごまきとう） 大般若理趣分経　転読加持 法話
毎月24日： 地蔵菩薩縁日 （じぞうぼさつえんにち） 加持祈祷 錫杖加持 法話

## 年間行事
- 1月： 土砂加持法会
- 2月： 節分星祭り
- 3月： 春季お彼岸
- 4月： 花祭り 結縁灌頂
- 5月： 開山記念祭
- 6月： 青葉祭り
- 7月： 盂蘭盆施餓鬼会
- 9月： 秋季お彼岸
- 12月： 秘仏大黒天ご開帳　仏名会 懺悔礼拝

## 所在地
愛知県知多郡美浜町野間前川95-4 （駐車場有）

## 交通手段
名鉄知多新線野間駅 徒歩15分
駐車場あり